# Illiesonemoura bispinosa
Illiesonemoura bispinosa is een steenvlieg uit de familie beeksteenvliegen (Nemouridae). De wetenschappelijke naam van de soort is voor het eerst geldig gepubliceerd in 1968 door Kawai.